# Alesón
Alesón ist ein Ort und eine Gemeinde (municipio) mit 96 Einwohnern (Stand: 2024) im Nordwesten der nordspanischen Autonomen Region La Rioja. Die Gemeinde gehört zum Weinbaugebiet der Rioja Alta.

## Lage und Klima
Der Weinort Alesón liegt nur etwa 1 km südlich des Jakobswegs (Camino Francés) ca. 24 km (Fahrtstrecke) südwestlich der Provinzhauptstadt Logroño in einer Höhe von ca. 575 m; die historisch und kulturell bedeutsame Stadt Nájera ist nur knapp 4 km in nordwestlicher Richtung entfernt. Das Klima ist gemäßigt bis warm; Regen (ca. 560 mm/Jahr) fällt überwiegend im Winterhalbjahr.

## Bevölkerungsentwicklung
| Jahr      | 1857 | 1900 | 1950 | 2001 | 2018 |
| Einwohner | 244  | 191  | 253  | 143  | 102  |

Die Reblauskrise im Weinbau, die zunehmende Mechanisierung der Landwirtschaft, die Aufgabe bäuerlicher Kleinbetriebe und die daraus resultierende Arbeitslosigkeit haben seit der Mitte des 20. Jahrhunderts zu einem deutlichen Bevölkerungsrückgang geführt (Landflucht).

## Wirtschaft
In früheren Jahrhunderten lebten die Einwohner des Ortes weitgehend als Selbstversorger direkt oder indirekt (als Handwerker und Kleingewerbetreibende) von der in der Umgebung betriebenen Landwirtschaft. Bereits in vorrömischer Zeit verband ein in der Nähe gelegener Handelsweg das Ebro-Tal mit der Iberischen Meseta. Der seit den Zeiten der Römer betriebene Weinbau gewann vor allem im 19. Jahrhundert an Bedeutung, als sich französische Winzer im Ebro-Tal niederließen, um dort Wein nach französischem Vorbild zu produzieren.

## Geschichte

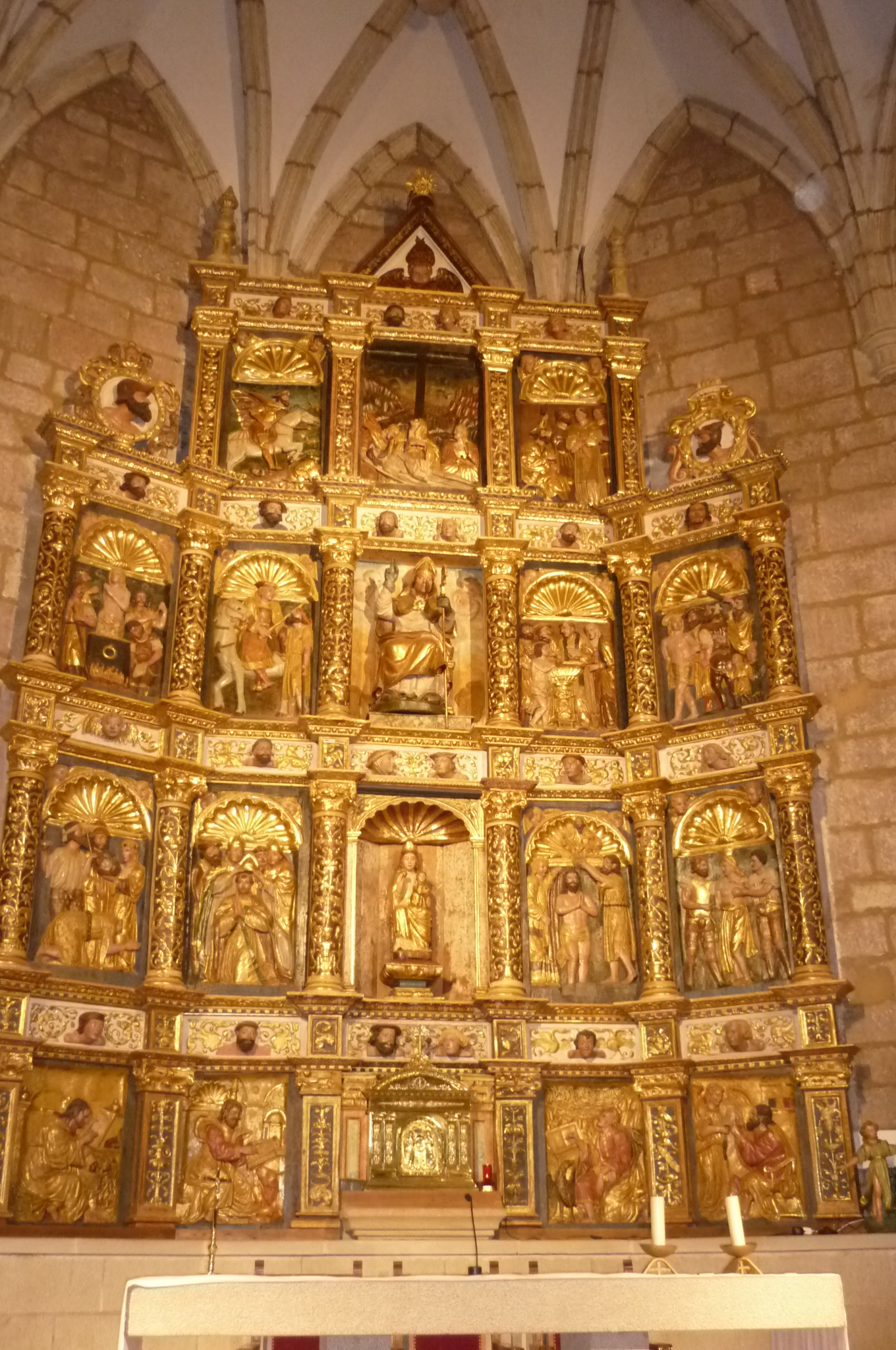
Alesón, Kirche – Altarretabel (um 1540)

Prähistorische, keltiberische, römische, westgotische und selbst maurische Spuren wurden auf dem Gemeindegebiet nicht gemacht; im Jahr 997 wird der vielleicht aus dem Arabischen stammende Ortsname erstmals erwähnt. Bereits um das Jahr 920 hatte Sancho I. von Navarra das obere Ebro-Tal erobert; es gelang ihm sogar, ein kleines christliches Reich im südlich davon gelegenen Iregua-Tal zu etablieren. Zu Beginn des 11. Jahrhunderts erlebte die Gegend unter Sancho III. von Navarra eine Blütezeit; er teilte sein Reich testamentarisch unter seine drei Söhne auf, was in der Folgezeit anhaltende Konflikte zwischen den Königreichen Navarra, Kastilien und Aragón zur Folge hatte. Im Jahr 1076 wurde die Gegend von Alfons VI. von Kastilien erobert.
Bis zur großen Gebietsreform des Jahres 1833 gehörte Alesón zur altkastilischen Provinz Soria; danach wurde die Kleinstadt der neugeschaffenen Provinz Logroño zugeschlagen. Im Jahr 1980 wurde der Name der Provinz Logroño in La Rioja geändert; außerdem erhielt sie den Status einer Autonomen Region.

## Sehenswürdigkeiten
Die Iglesia de San Martín ist ein Bau des 16. Jahrhunderts, der wahrscheinlich an der Stelle einer mittelalterlichen Vorgängerkirche errichtet wurde. Der Glockenturm (campanario) wurde im 18. Jahrhundert hinzugefügt. Die Außenwände des einschiffigen, aber mit einem Querhaus versehenen Baukörpers werden durch Strebepfeiler stabilisiert. Blickfang im Innern der Kirche ist das mit zahlreichen Figuren bestückte platereske Altarretabel (retablo) aus der Zeit um 1540.